# Onthophagus forsteni
Onthophagus forsteni là một loài bọ cánh cứng trong họ Bọ hung (Scarabaeidae).